# Zhangjiagang
Zhangjiagang léase Chang-Chiákaáng (en chino: 张家港市, pinyin: Zhāngjiāgǎngshì , literalmente "puerto de Zhang") es una ciudad-condado bajo la administración de Suzhou en la provincia de Jiangsu, República Popular China. Situada en las orillas del río Yangtsé y a hora y media de Shanghái. Su población es de alrededor de 1,2 millones y tiene una superficie de 813 kilómetros cuadrados. El idioma de la ciudad es una variante del Chino wu. Las comunidades que rodean la ciudad son en su mayoría rural, y sus economías tradicionalmente dependen de la agricultura y pesca. El PIB de la ciudad alcanzó 20,5 mil millones de dólares en 2009, un crecimiento del 11,7% respecto al 2008.
Zhangjiagang es conocida por ser una de las más limpia de China, y sin duda hace honor a su reputación como una ciudad tranquila y ordenada. Hay varios parques dispersos por toda la ciudad, incluyendo el Shazhou, Zhangjiagang y el Lago Jiyang.

## Historia
Zhangjiagang es una ciudad nueva, después de haber sido desarrollada a partir de una pequeña ciudad agrícola tras las reformas económicas de mediados de la década de 1980. En 1994 la ciudad tenía la segunda calificación más alta de economía en China, con un ingreso urbano per cápita de $ 1000/año. La población rural en torno a Zhangjiagang se dice que es aún más rica.
En 1993, Zhangjiagang fue seleccionada para ser una ciudad modelo único para toda China. El objetivo actual del gobierno central es convertir a China en un país de mini-Singapures, con ciudades limpias, agradables y educadas y por el lado de Zhangjiagang la visitan hasta 300.000 turistas cada año, una muestra de lo que podría ser el futuro de la vida urbana en China.